# Henrietta Dugdale
Henrietta Augusta Dugdale, nacida Worrell (14 de mayo de 1827-17 de junio de 1918), fue una feminista precursora australiana, más conocida por haber fundado la primera sociedad para el sufragio femenino de Australasia. Su campaña dio paso a grandes avances en los derechos de la mujer en Australia.

## Vida
Inconformista, provocadora y ávida, Henrietta Dugdale fue una firme defensora de los derechos de la mujer australiana. Nació en St. Pancras, Londres, el 14 de mayo de 1827, siendo la segunda hija superviviente de John Worrell y de Henrietta Ann (nacida Austin). Su declaración sobre un primer matrimonio a los 14 años de edad no coincide con su matrimonio en 1848 con el oficial de la marina mercante  J. A. Davies, con quien emigró a Australia en 1852. Tras la muerte de Davies, contrajo matrimonio con el capitán de barco William Dugdale en Melbourne, en marzo de 1853. Se asentaron en Queenscliff, Victoria, donde tuvieron tres hijos, Einnim, Carl y Austin.
Tras separarse de William Dugdale a finales de la década de 1860, se trasladó a la zona residencial de Camberwell, en Melbourne, donde permaneció hasta unos pocos años antes de su muerte el 17 de junio de 1918 en Point Lonsdale. Su tercer esposo, Frederick Johnson, con quien se casó en 1903, le precedió.
Su campaña a favor de «justicia igualitaria para las mujeres» comenzó con una carta escrita al periódico de Melbourne Argus, en abril de 1869. Su lucha llegó al apogeo en los años 1880 durante un debate radical público como miembro de la Sociedad Ecléctica de Melbourne y de la Sociedad Secular de Australasia, haciendo uso de su alegoría utópica Unas pocas horas en una época remota. En mayo de 1884 fundó la Sociedad Sufragista de Mujeres de Victoria, la primera de su tipo en Australasia. Ese mismo año, Henrietta emitió un juicio mordaz sobre las cortes victorianas y sobre su incapacidad para proteger a las mujeres de los crímenes violentos. Sus palabras, publicadas en el Melbourne Herald, dieron de lleno en el asunto: «El enfado de la mujer», escribió, «se ve agravado por el hecho de que aquellos que inflingen daño hacia las mujeres tienen voz en la aprobación de las leyes, mientras que sus víctimas no».
Dugdale fue reconocida como una precursora del sufragio femenino cuando las mujeres australianas finalmente consiguieron el derecho a voto y el derecho asociado a presentarse a las elecciones al parlamento federal en junio de 1902 (primero en el mundo) y cuando Victoria aprobó la demanda con retraso en diciembre de 1908. Una calle en el suburbio de Cook, en Canberra, lleva su nombre.
En 2013 fue reconocida a nivel nacional como una de las primeras críticas feministas del país, y el Consejo Dugdale para Mujeres y Niñas recibe su nombre como homenaje a su vida y obra. El órgano en cuestión es una institución nacional de prevención del maltrato, administrado por el Consejo de Mujeres de Victoria.